# Luis Mesa
Luis Hernando Mesa (Medellín, 9 de noviembre de 1968) es un activista, actor de cine y televisión colombiano.

## Biografía

### Carrera
Comenzó a actuar a los 15 años cuando hizo parte del grupo de teatro en su ciudad natal. 
En 1991 ingresó al elenco de María. Un año después protagonizó Notas de pasión y Espérame al final (ambas en 1993) producción en la que interpretó a Alejandro Morales. Mientras realizaba este último papel también encarnaba a Juan Pablo Escobar, periodista poco ético en La alternativa del escorpión.
Por ese entonces y a pesar de que le estaba yendo muy bien en la televisión colombiana, Luis optó por irse a Nueva York a estudiar actuación, dirección y producción de documentales. En 1993 regresó a Colombia e interpretó a Miguel Ángel Matiz en la exitosa serie Señora Isabel.
En 1994 encarnó a Damián en Las aguas mansas y en 1995 protagonizó la telenovela El manantial junto a la actriz venezolana Astrid Carolina Herrera. En 1996, actuó en la serie Hombres. En 1998 tuvo participación especial en la telenovela Yo amo a Paquita Gallego.
En este momento de su carrera Luis decidió detenerse nuevamente esta vez para viajar por América del Sur y Estados Unidos dándose algo así como un año sabático. Tiempo después en 1999 obtuvo el papel de profesor en la serie Francisco el Matemático.
Por esa misma época Luis interpretó a Daniel Valencia en la producción colombiana Yo soy Betty, la fea (1999). Su personaje se caracterizaba por culto ejecutivo, amante del poder acostumbrado a obtener fácilmente amor de mujeres y odio de sus rivales. También grabó en la ciudad de Miami la telenovela Me muero por ti dirigida por Pepe Sánchez.
Sus siguientes apariciones tuvieron lugar en telenovelas como: La saga, negocio de familia (2004) y La lectora (2002). Posteriormente actuó en la telenovela Vecinos (2008) junto a las actrices Flora Martínez, Sara Corrales y Robinson Díaz.
En el cine ha incursionado en la película Te amaré en silencio (2003) y a nivel internacional en la película venezolana El diario de Bucaramanga estrenada en 2013, interpretando el personaje de Santander.
Dirigió un documental sobre la transformación de educación pública en la ciudad de Medellín.

## Filmografía

### Telenovelas
- Cosiaca (2025) — Padre Jaramillo[2]
- Las Villamizar (2022) — Gerardo Villamizar[3]
- La reina de Indias y el conquistador (2020) — Fernando de Valenzuela
- Cata Mestiza (2019) — Raúl
- La ley secreta (2018) — Coronel Cristóbal Porto
- El Chapo (2017) — Comisionado General Orozco
- Narcos (2017) — Fernando Botero Zea
- La Nocturna (2017) — Octavio Salgar
- Sobreviviendo a Escobar, alias JJ (2017) — Ignacio Molina
- Hermanitas Calle (2015) — Horacio Villa
- La Diosa (2014) - Diego
- Vivir es amar (2012-2013) _ Ricardo
- La bruja (2011) — Rodrigo
- Doña Bárbara (2008-2009) — José Luzardo
- Vecinos (2008-2009) — Rodolfo Castañeda
- El engaño (2007) — Carlos Santillana
- El Zorro: la espada y la rosa (2007) — Duque Jacobo Almagro de Castellón
- Buscando el cielo (2006) — Theodurus
- Vuelo 1503 (2005) — Martín Santamaría
- La saga, negocio de familia (2004) — Daniel Ochoa
- Te amaré en silencio (2003) — Pedro
- La lectora (2002) — Gabriel Sánchez
- Ecomoda (2001) — Daniel Valencia
- Yo soy Betty, la fea (1999-2001) — Daniel Valencia
- Francisco el Matemático (1999-2004) — Francisco Restrepo
- Me muero por ti (1999) — Luciano
- Yo amo a Paquita Gallego (1998-1999) — Javier Hidalgo
- Hombres (1996-1997) — Santiago Arango
- El manantial (1995-1996) — Carlos Arciniegas
- Las aguas mansas (1994-1995) — Damián Ferrer
- Señora Isabel (1993-1994) — Miguel Ángel Matiz
- Espérame al final (1992) — Alejandro
- María (1991) — Carlos

### Cine
- El diario de Bucaramanga (2013) — como Santander (Venezuela).
- Te amaré en silencio (2003).
- Diástole y sístole: Los movimientos del corazón (2000).

### Teatro
- El amor después del amor (2015) — como Scala (Príncipe de Verona).

## Premios y nominaciones

### Premios India Catalina
| Año  | Categoría               | Telenovela o Serie | Resultado                                    |
| ---- | ----------------------- | ------------------ | -------------------------------------------- |
| 1997 | Mejor actor de reparto  | Hombres            | Ganador, compartido con los otros 5 actores. |
| 1995 | Mejor actor protagónico | Señora Isabel      | Nominado                                     |

### Premios TVyNovelas
| Año  | Categoría                        | Telenovela o Serie      | Resultado |
| ---- | -------------------------------- | ----------------------- | --------- |
| 2002 | Mejor actor protagónico de serie | Francisco el Matemático | Nominado  |
| 2001 | Mejor actor antagónico           | Yo soy Betty, la fea    | Ganador   |
| 2001 | Mejor actor protagónico de serie | Francisco el Matemático | Ganador   |
| 2000 | Mejor actor protagónico de serie | Francisco el Matemático | Ganador   |
| 1995 | Mejor actor protagónico          | Señora Isabel           | Nominado  |